# محمد الناجي
محمد الناجي هو كاتب ومترجم مغربي، ترجم عدة كتب من أهمها هكذا تكلم زرادشت لفريدريك نيتشه.

## أعماله

### مؤلفاته
- "ابن النبي"، رواية، بالفرنسية، Le fils du Prophète، دار كروازي دي شومان، Éditions La croisée des chemins، 2014

### ترجماته
- هكذا تكلم زرادشت، فريدريك نيتشه، أفريقيا الشرق، الدار البيضاء، 2006.[4]
- الفجر، فريدريك نيتشه، أفريقيا الشرق، الدار البيضاء، 2013، ردمك 6-871-25-9981-978